# Camponotus clarithorax
Camponotus clarithorax es una especie de hormiga del género Camponotus, tribu Camponotini. Fue descrita científicamente por Creighton en 1950.
Se distribuye por México y los Estados Unidos. Se ha encontrado a elevaciones de hasta 1761 metros. Vive en microhábitats como ramas muertas, nidos y tocones.